# Långsjön, Älvsjö
Långsjön är en sjö i Stockholms kommun och Huddinge kommun i Södermanland som ingår i Norrströms huvudavrinningsområde. Sjön är 3 meter djup, har en yta på 0,281 kvadratkilometer och befinner sig 30,2 meter över havet.
Långsjön utgör gräns mellan Stockholms och Huddinges kommuner, närmare bestämd mellan villaområdena Herrängen och Segeltorp i södra Stockholm.

## Om sjön

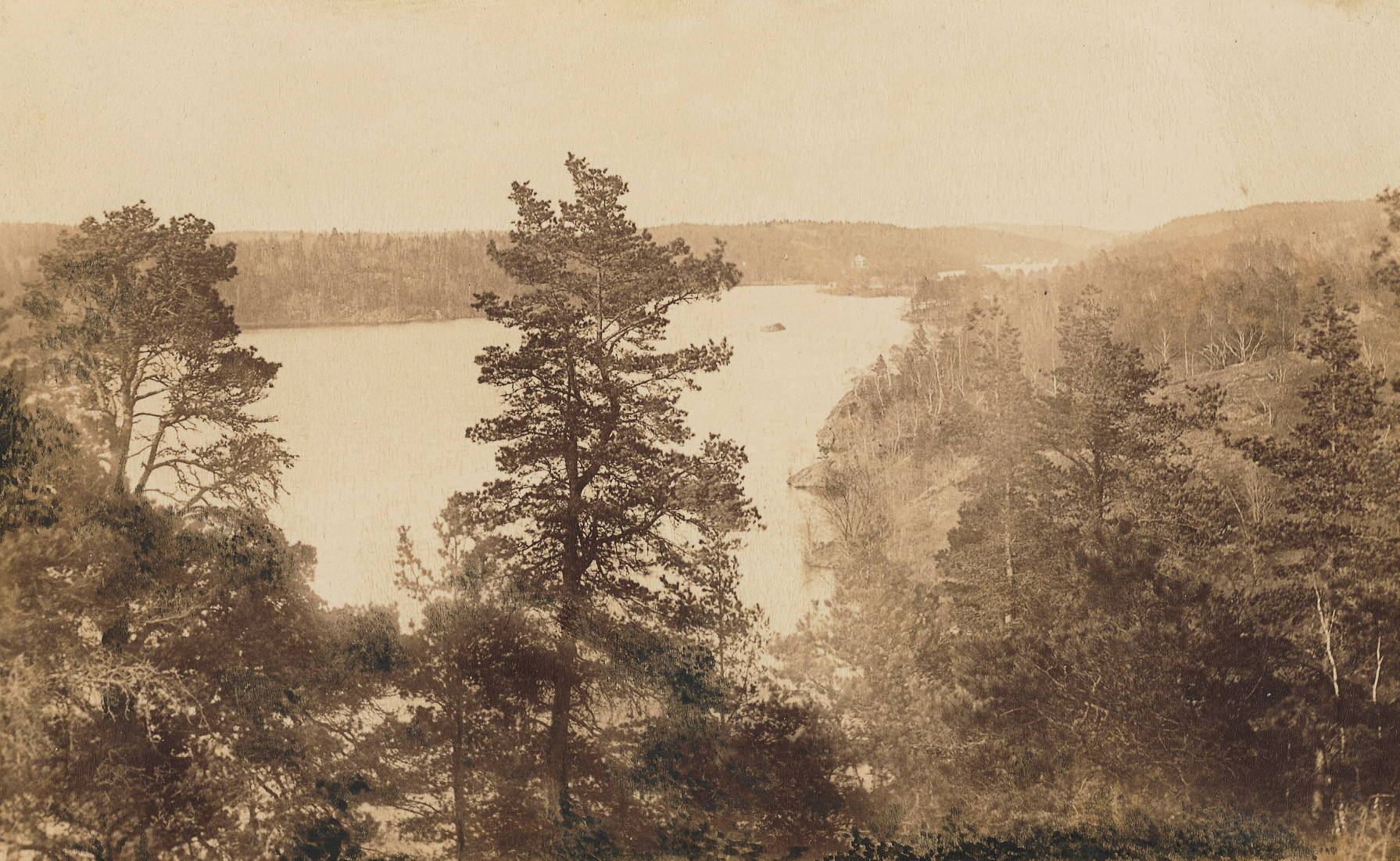
Vy över Långsjön, 1889.

Vid Långsjön finns två officiella badplatser. Sjön är en viktig fortplantningslokal för groddjur. Förbud mot motorbåtar infördes 1993.  
Tidigare fanns ett överfallsvärn vid utloppet i den nordvästra änden som reglerade sjöns vattenstånd. Överflödsvattnet rann i den kanaliserade Juringeån genom Segeltorp, parallellt med Stockholms stads färskvattenledning. Vattnet rann sedan vidare förbi Kungens Kurva och förenade sig i dagens Vårby med Vårbybäcken innan det mynnade ut i Vårbyfjärden.
Idag regleras vattenståndet av en mindre dammlucka. Överfallsvärnet är återbrukat som en gångbro på knappt 52 meter. Bron har en 38 cm tjock cementskiva som markyta och är 250 cm bred, vilket ger stabilitet för gångtrafik och lättare fordon.  
På grund av övergödning (vilket medför kraftig algblomning) tillför Stockholm Vatten 30 liter rent dricksvatten per sekund (1 800 liter per minut) till Långsjön. Huddinge kommun låter dagvattnet rinna ut i sjön orenat bland annat från den hårt trafikerade Häradsvägen.
Bräddvatten förekommer också vilket innebär att mer eller mindre utspätt avloppsvatten från ett överbelastat ledningsnät avleds direkt till sjön. Långsjöns tillrinningsområde består till 60 procent av bebyggda områden. Under hösten 2006 genomfördes ett projekt för fosforreducering av Stockholm Vatten som på sikt ska ge bättre balans i sjöns fiskpopulation och även öka kräftpopulationen. Sedan november 2008 ingår Långsjön i Östra Mälarens vattenskyddsområde.

## Byggnader, anläggningar och natur kring Långsjön
- Långsjö gård, på norrsidan av sjön, består av två identiska huvudbyggnader som byggdes av affärsmannen Robert Ditzinger för sina båda söner Ditzinger 1882. Kring 1900 beboddes gården av en familj Leuhausen. 1904 köptes gården och stora delar av Långsjöns skogar, berg och betesmarker av Johan Edvard Lignell, som styckade upp tomterna och sålde som villatomter.

- Herrängens gård, likaså på norrsidan, uppfördes troligen mellan 1770 och 1782. Herrängsområdet var under 1700-talet ett torp med namnet Isberga under Långbro gård. Torpet avstyckades 1788 från Långbro och fick gårdsstatus med namnet Herrängen. Sedan 1948 ägs gården av Stockholms Stad.

- Snättringe gård ligger vid sjöns södra sida och var ursprungligen ett torp under Fullersta gård. År 1854 avsöndrades Snättringe från Fullersta och blev friköpt 1873 då uppfördes nuvarande manbyggnad. Gården gav bostadsområdet Snättringe sitt namn.

- Långsjöbadet invigdes 1938.[7]. Innan dess var det sankmark med avloppsdiken där det växte stora alar, stranden var vassbevuxen och "ogenomtränglig". Idag är badvattenkvalitén skiftande p.g.a. den kraftiga algblomningen i sjön. Badet har en cirka 50 meter lång sandstrand och några badbryggor.

- Långsjöhöjden är ett naturområde och ett bostadsområde vid norra sidan om Långsjön. Naturområdet Långsjöhöjden gränsar till sjön Långsjön och är med sina 73 meter över havet Stockholms kommuns näst högsta naturliga punkt.

- Långsjöbos äldreboende på södra sidan, byggdes i mitten av 1990-talet och drivs av en privat stiftelse. Anläggningen innehåller 32 lägenheter och 6 sjukhemsplatser.

- Promenadstigen runt sjön kom till under sent 1980-tal. Man kan inte gå hela rundan längs vattnet p.g.a. många villor med privata strandtomter.

- Långsjöparken är en temalekpark som ligger vid östra slutet av sjön och invigdes i juni 2018. Här kan både vuxna och barn få en lekfull historielektion om några händelser och företeelser i kommunen.

## Fisk
Vid provfiske har följande fisk fångats i sjön:
- Abborre
- Gädda
- Gös
- Mört
- Ruda
- Sutare

## Delavrinningsområde
Långsjön ingår i delavrinningsområde (657364-162051) som SMHI kallar för Rinner till Mälaren-Rödstensfjärden. Medelhöjden är 41 meter över havet och ytan är 15,38 kvadratkilometer. Det finns inga avrinningsområden uppströms utan avrinningsområdet är högsta punkten. Avrinningsområdets utflöde Norrström (Eskilstunaån) mynnar i havet. Avrinningsområdet består mestadels av skog (25 procent). Avrinningsområdet har 0 kvadratkilometer vattenytor vilket ger det en sjöprocent på 0 procent. Bebyggelsen i området täcker en yta av 11,46 kvadratkilometer eller 74 procent av avrinningsområdet.

## Bilder

### Byggnader

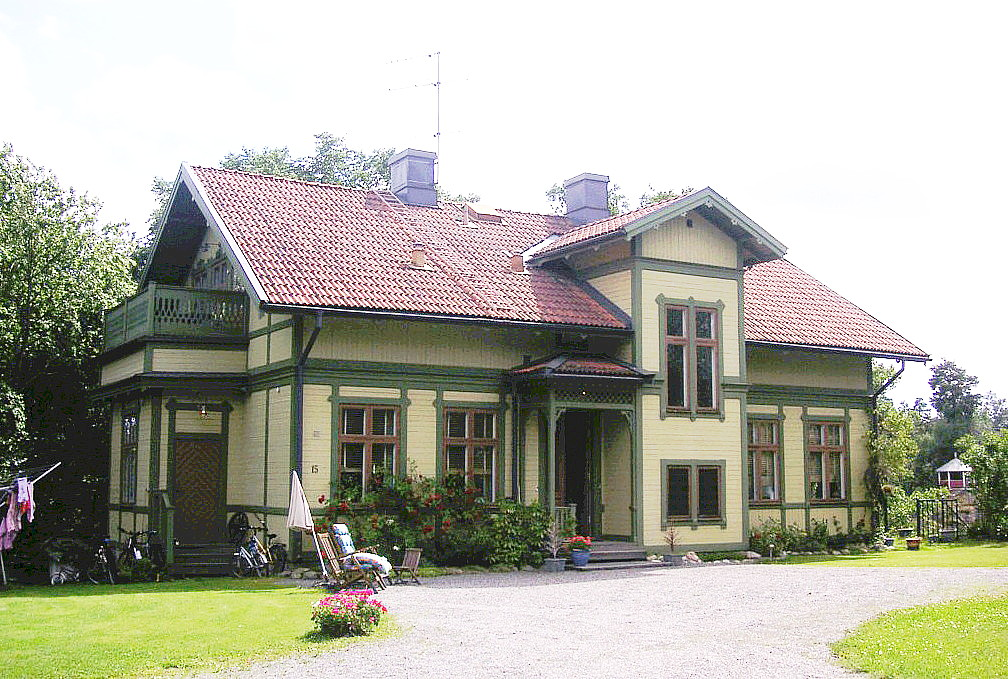
Långsjö gård
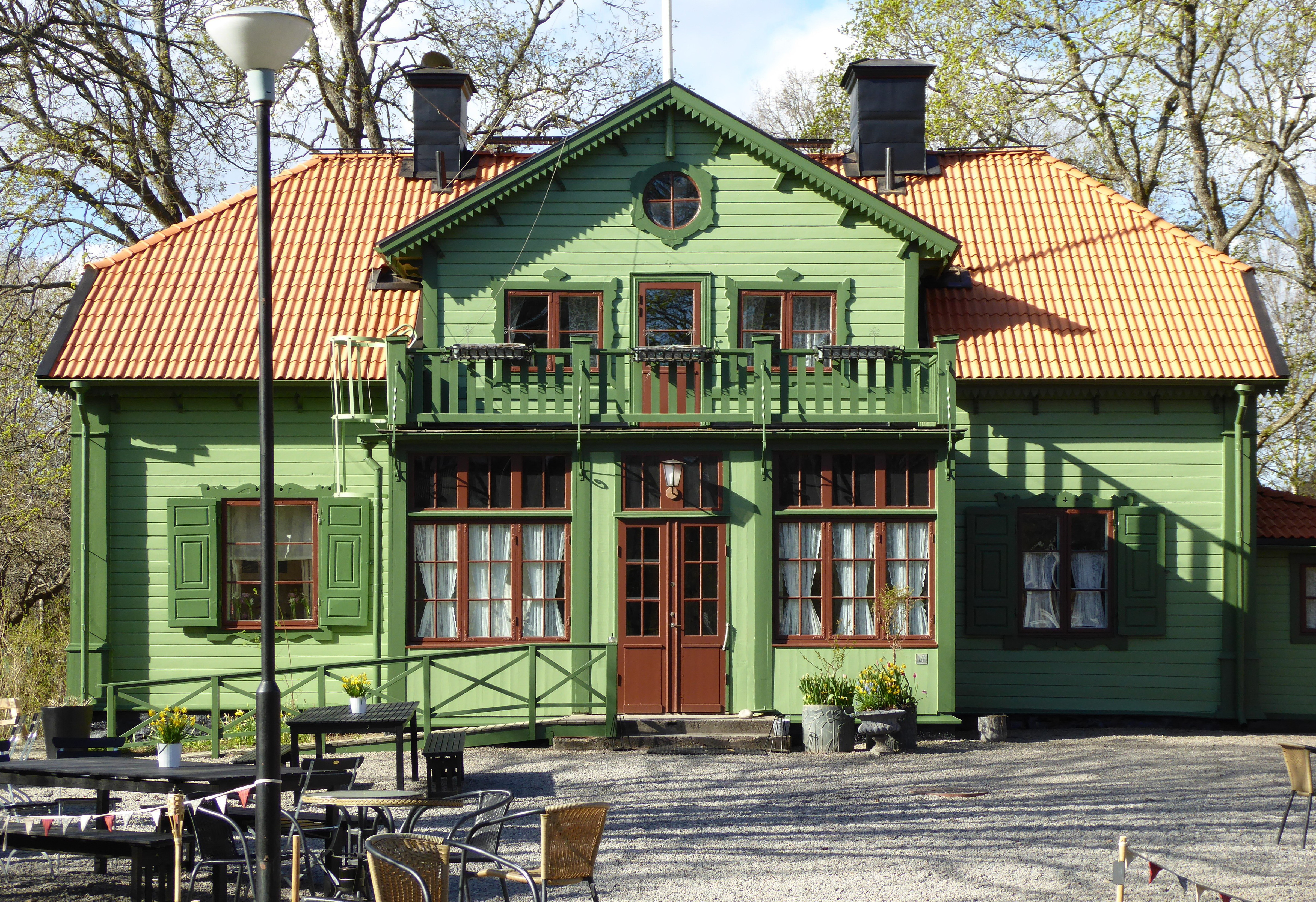
Herrängens gård
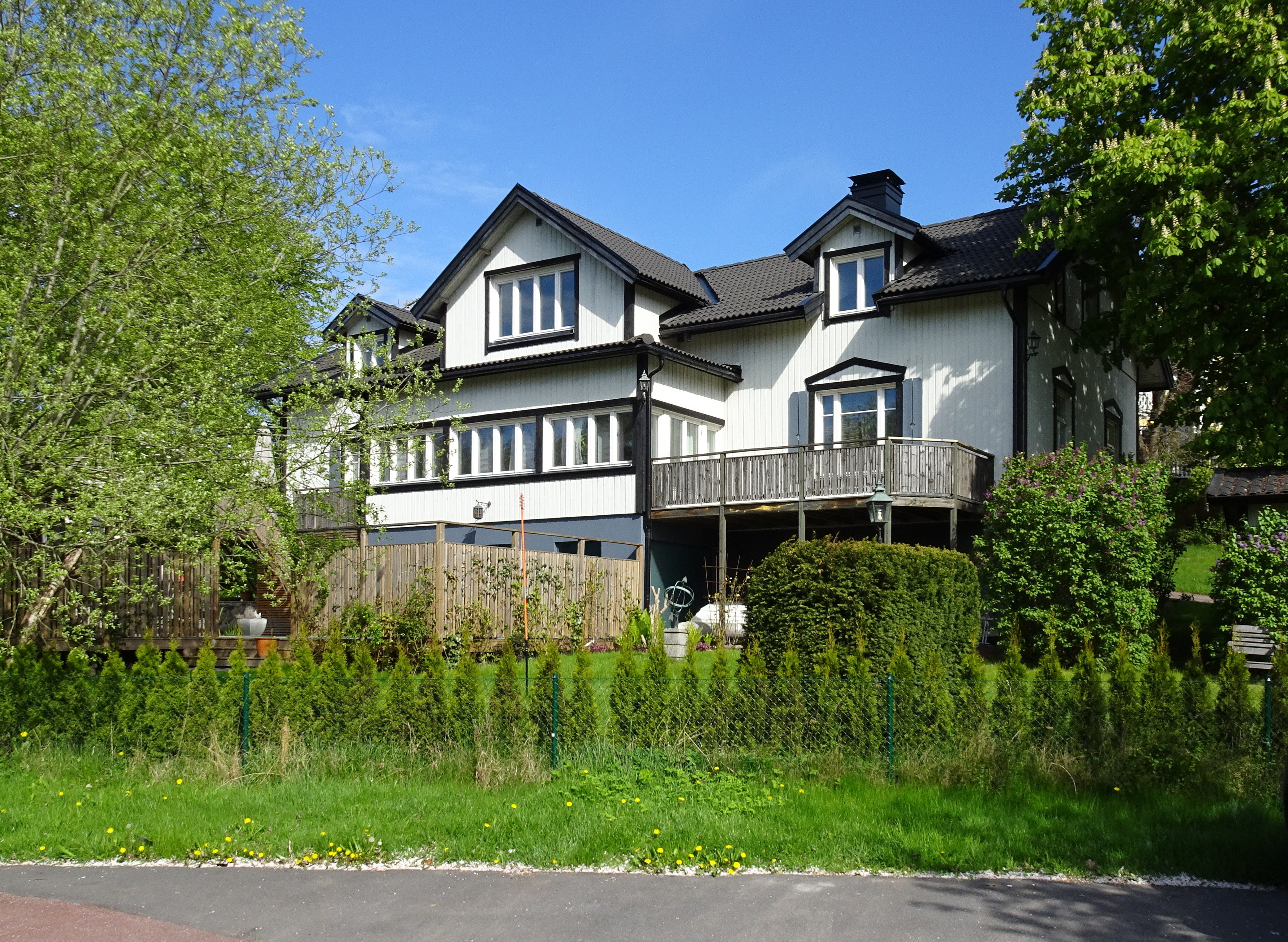
Snättringe gård
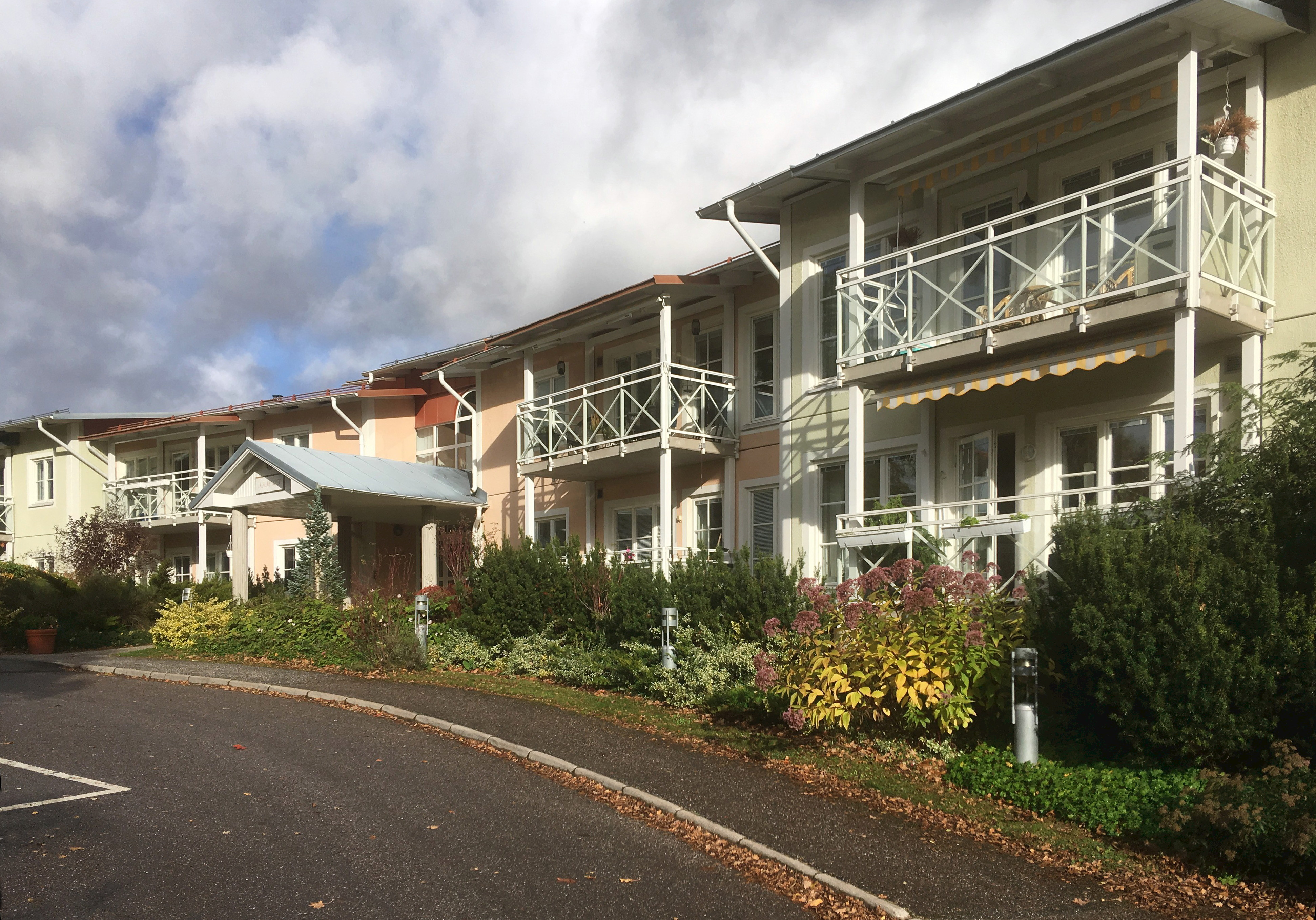
Långsjöbos äldreboende
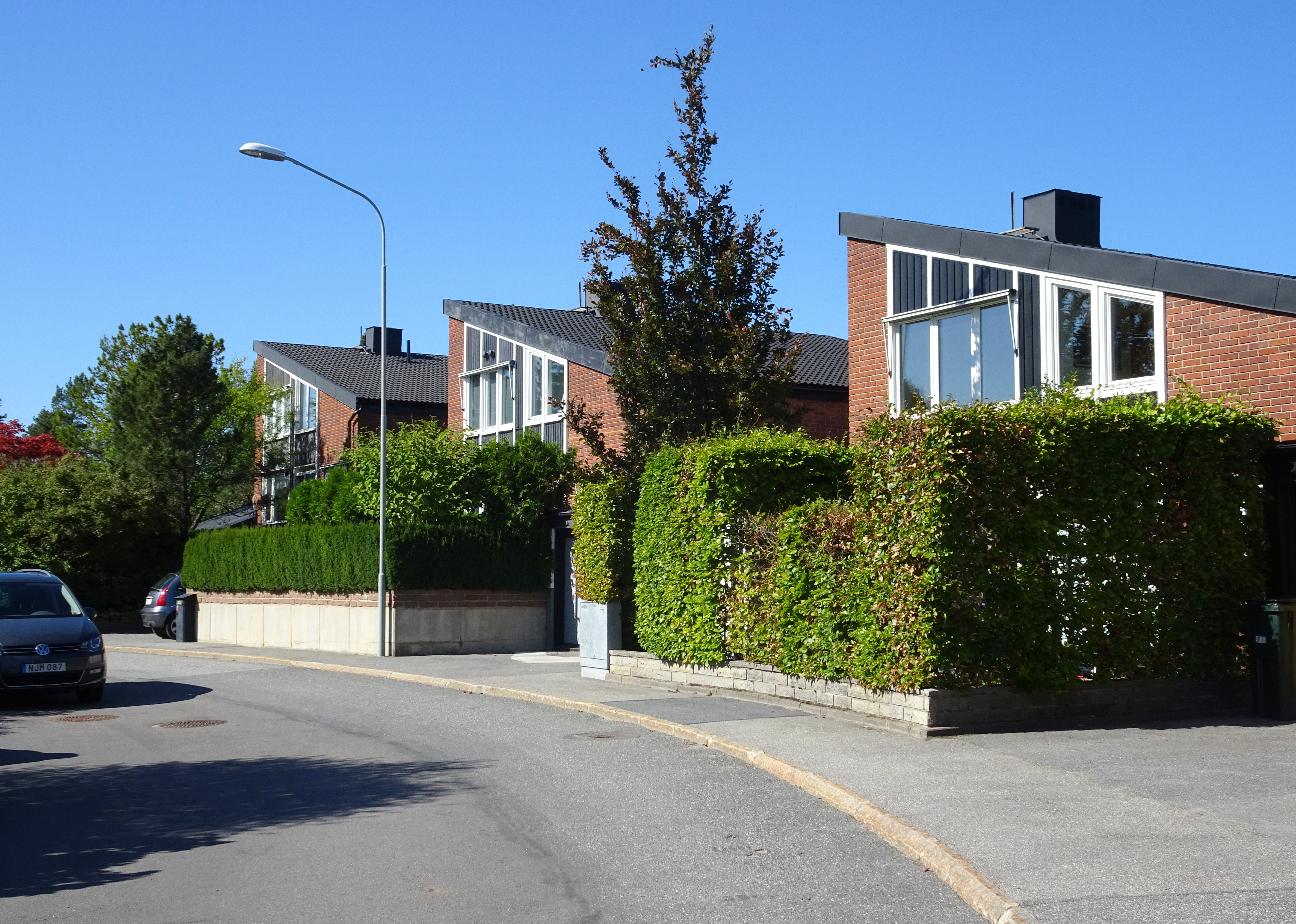
Långsjöhöjdens kedjehus

### Natur

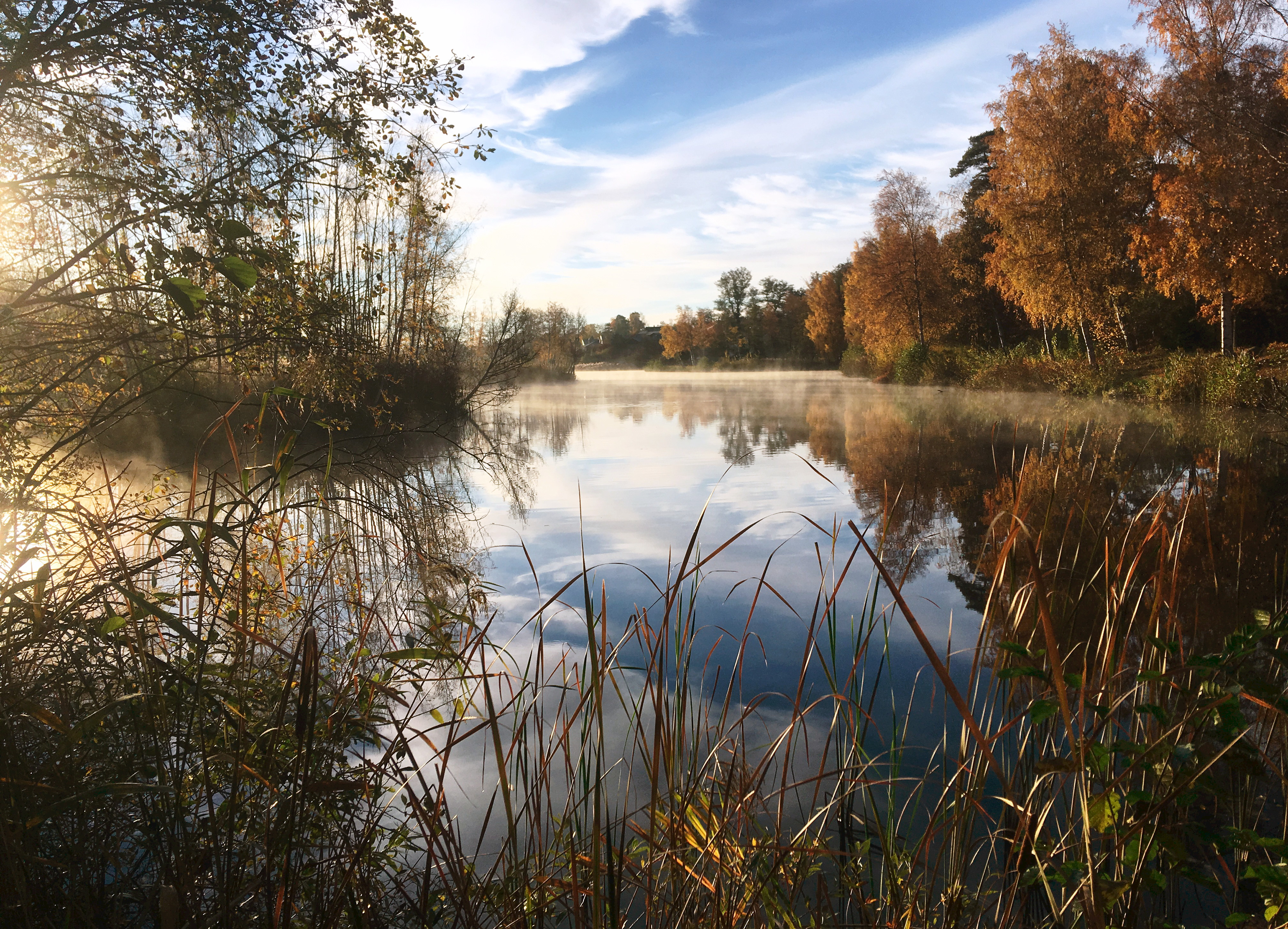
Höststämning
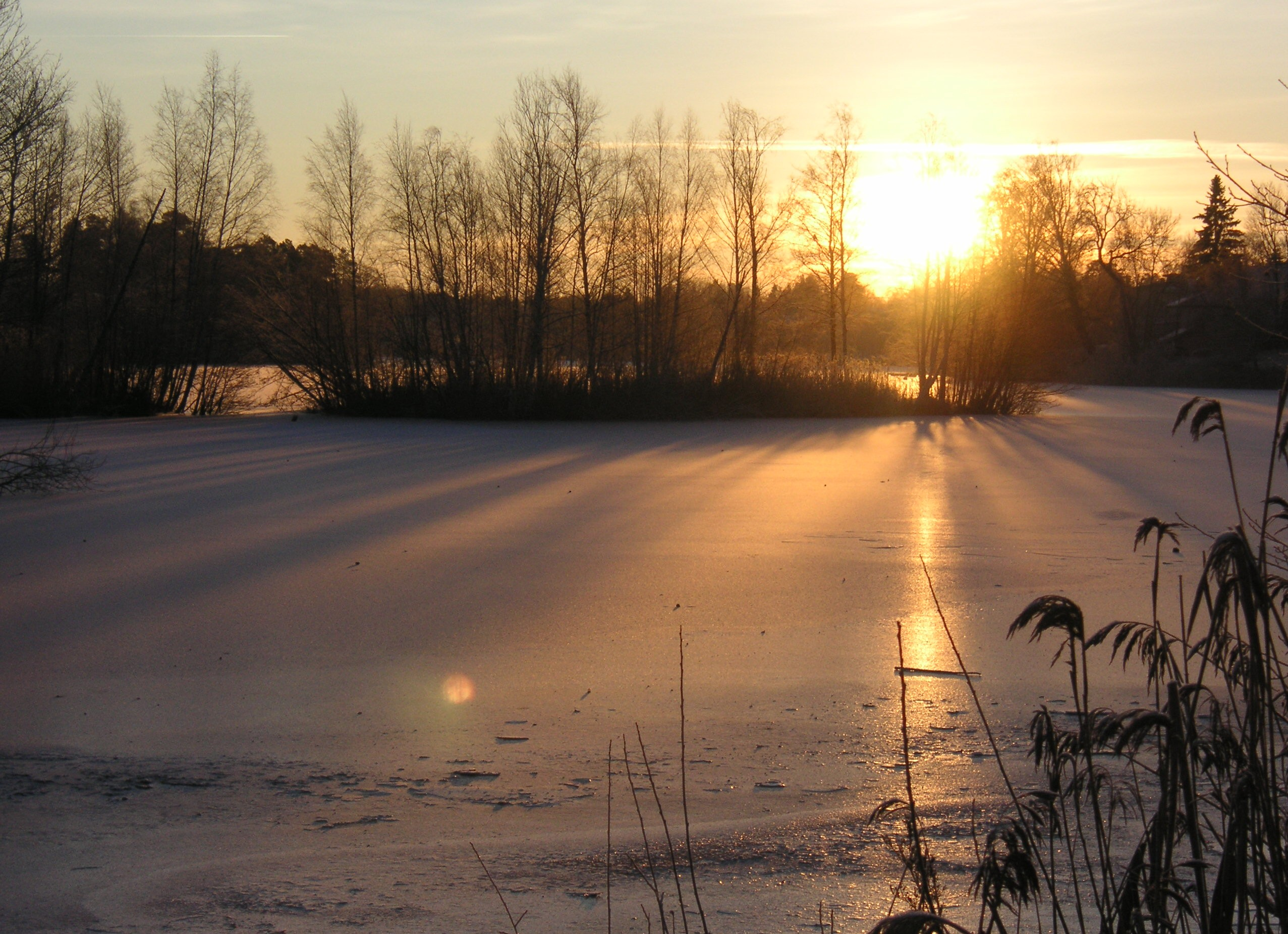
Decembersol över Långsjön
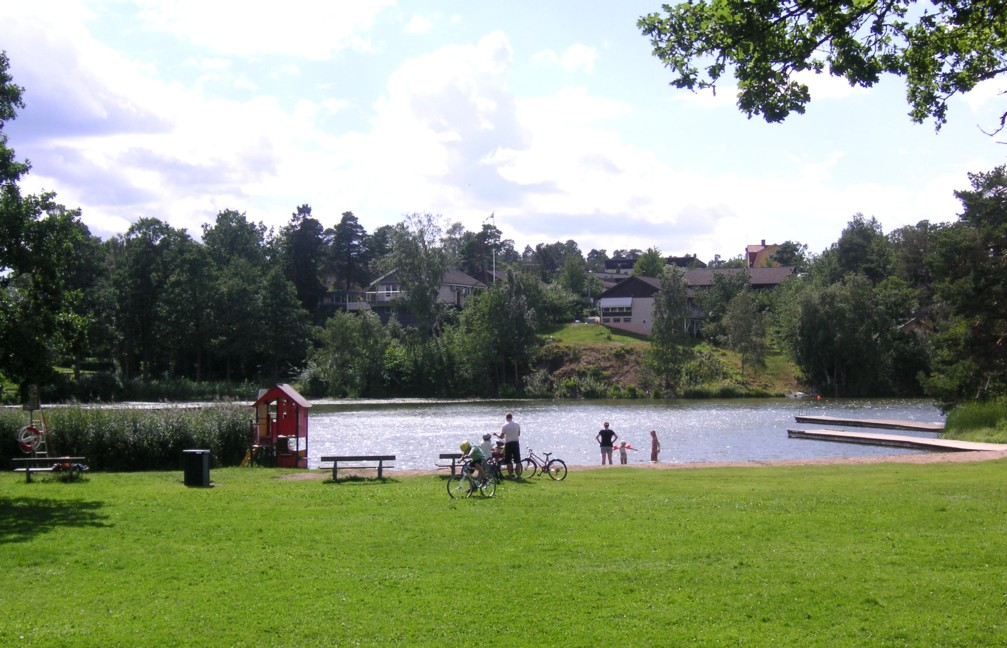
Långsjöbadet
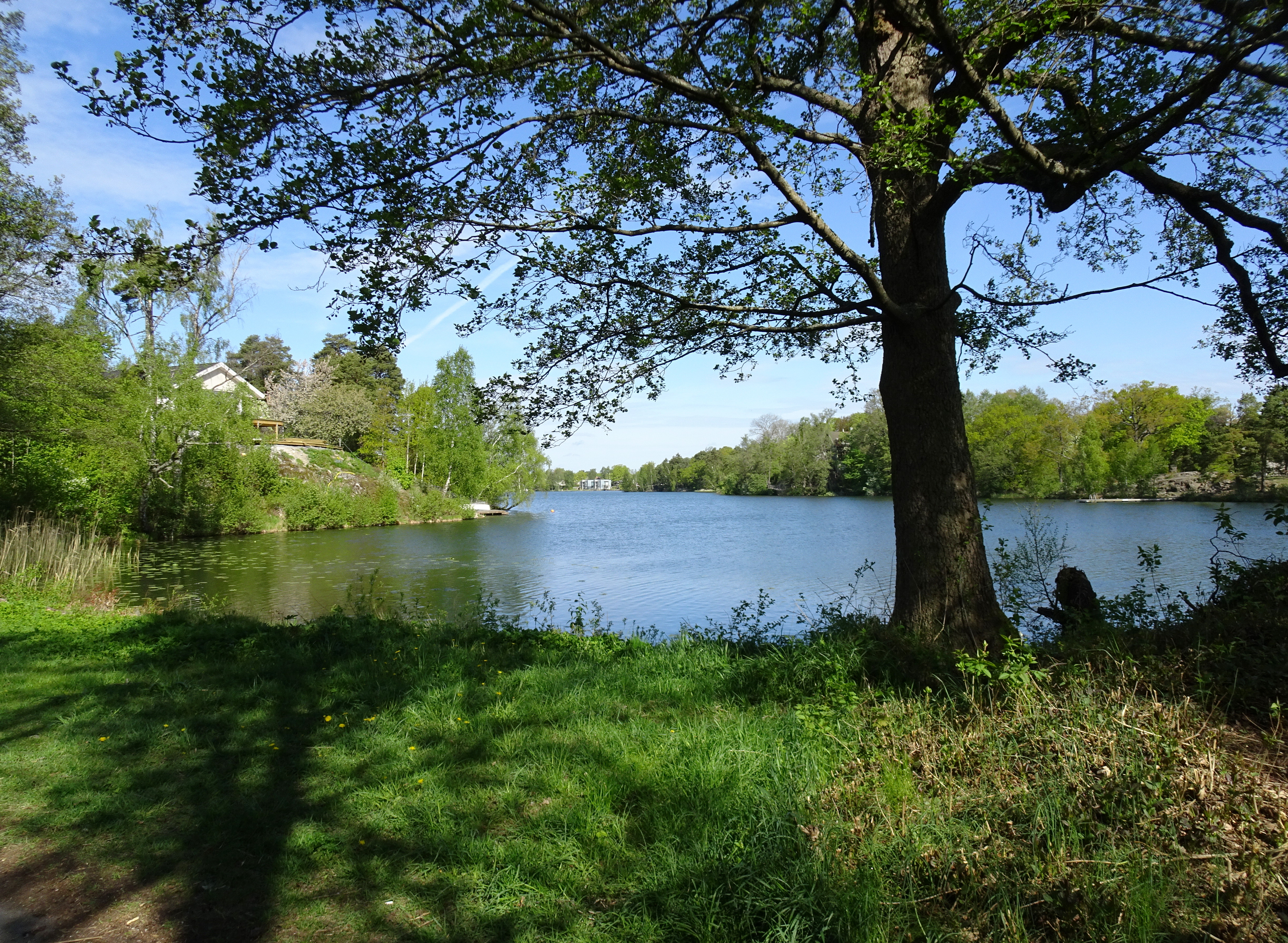
Långsjön i Snättringe
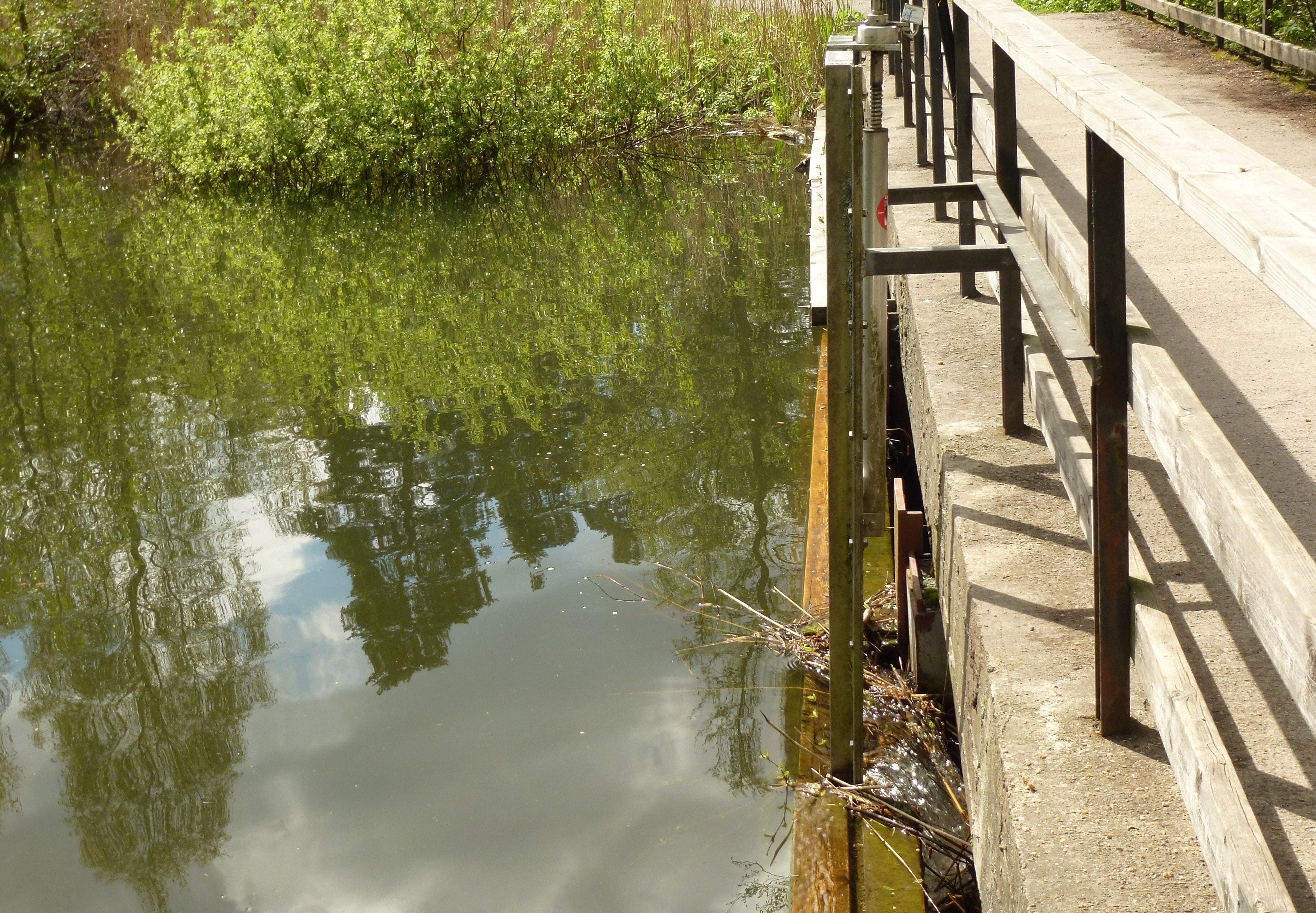
Utloppet i nordväst